# Allgemeine lineare Gruppe
Die allgemeine lineare Gruppe {\displaystyle \operatorname {GL} (n,K)} vom Grad {\displaystyle n} über einem Körper {\displaystyle K} ist die Gruppe {\displaystyle (G,\cdot )} bestehend aus der Menge aller regulären {\displaystyle n\times n}-Matrizen mit Einträgen aus {\displaystyle K}
{\displaystyle G=\{A\in M_{n}(K):\operatorname {det} (A)\neq 0\}}
zusammen mit der Matrizenmultiplikation als Gruppenverknüpfung
{\displaystyle (A,B)\mapsto A\cdot B,}
{\displaystyle M_{n}(K)} bezeichnet dabei den Matrizenring. Die Invertierbarkeit garantiert, dass es sich wirklich um eine Gruppe handelt. Die allgemeine lineare Gruppe wird auch mit {\displaystyle \operatorname {GL} _{n}(K)} notiert.
Die Bezeichnung {\displaystyle \operatorname {GL} } kommt von generell linear oder der englischen Bezeichnung „general linear group“.
Wenn der Körper {\displaystyle K} ein endlicher Körper {\displaystyle \mathbb {F} _{q}} mit einer Primzahlpotenz {\displaystyle q} ist, so schreibt man auch {\displaystyle \operatorname {GL} (n,q)} statt {\displaystyle \operatorname {GL} (n,K)}. Wenn aus dem Kontext klar ist, dass der Körper {\displaystyle \mathbb {R} } der reellen oder {\displaystyle \mathbb {C} } der komplexen Zahlen zu Grunde gelegt ist, schreibt man auch {\displaystyle \operatorname {GL} (n)} oder {\displaystyle \operatorname {GL} _{n}}.
Die allgemeine lineare Gruppe und ihre Untergruppen finden Anwendung in der Darstellung von Gruppen sowie in der Untersuchung von Symmetrien.
Untergruppen der allgemeinen linearen Gruppe werden als Matrizengruppen bezeichnet.

## Allgemeine lineare Gruppe über einem Vektorraum
Wenn {\displaystyle V} ein Vektorraum über einem Körper {\displaystyle K} ist, schreibt man {\displaystyle \operatorname {GL} (V)} oder {\displaystyle \operatorname {Aut} (V)} für die Gruppe aller Automorphismen von {\displaystyle V}, also aller bijektiven linearen Abbildungen {\displaystyle V\to V}, mit der Hintereinanderausführung solcher Abbildungen als Gruppenverknüpfung.
Wenn {\displaystyle V} die endliche Dimension {\displaystyle n} hat, sind {\displaystyle \operatorname {GL} (V)} und {\displaystyle \operatorname {GL} (n,K)} isomorph. Für eine gegebene Basis des Vektorraums {\displaystyle V} kann jeder Automorphismus von {\displaystyle V} durch eine invertierbare {\displaystyle n\times n}-Matrix dargestellt werden. Dadurch wird ein Isomorphismus von {\displaystyle \operatorname {GL} (V)} auf {\displaystyle \operatorname {GL} (n,K)} hergestellt.
Für {\displaystyle n\geq 2} ist die Gruppe {\displaystyle \operatorname {GL} (n,K)} nichtabelsch. Für {\displaystyle n=2} gilt beispielsweise
{\displaystyle {\begin{pmatrix}1&0\\1&1\end{pmatrix}}{\begin{pmatrix}1&1\\0&1\end{pmatrix}}={\begin{pmatrix}1&1\\1&2\end{pmatrix}}}
aber
{\displaystyle {\begin{pmatrix}1&1\\0&1\end{pmatrix}}{\begin{pmatrix}1&0\\1&1\end{pmatrix}}={\begin{pmatrix}2&1\\1&1\end{pmatrix}}}.
Das Zentrum von {\displaystyle \operatorname {GL} (n,K)} besteht aus den Vielfachen der Einheitsmatrix (mit Skalaren aus {\displaystyle K\setminus \{0\}}).

## Untergruppen von GL (n, K)
Jede Untergruppe von {\displaystyle \operatorname {GL} (n,K)} wird eine Matrizengruppe oder lineare Gruppe genannt. Einige Untergruppen haben besondere Bedeutung.
- Die Untergruppe aller Diagonalmatrizen, deren Diagonalelemente alle ungleich 0 sind, beschreibt Reskalierungen des Raums.
- Diagonalmatrizen, bei denen alle Diagonalelemente übereinstimmen und nicht 0 sind, beschreiben in der Geometrie zentrische Streckungen. Die Untergruppe dieser Matrizen ist das Zentrum von {\displaystyle \operatorname {GL} (n,K)}. Nur im Trivialfall {\displaystyle n=1} ist sie mit {\displaystyle \operatorname {GL} (n,K)} identisch.
- Die spezielle lineare Gruppe {\displaystyle \operatorname {SL} (n,K)} besteht aus allen Matrizen mit der Determinante 1. {\displaystyle \operatorname {SL} (n,K)} ist ein Normalteiler von {\displaystyle \operatorname {GL} (n,K)}, und die Faktorgruppe {\displaystyle \operatorname {GL} (n,K)/\operatorname {SL} (n,K)} ist isomorph zu {\displaystyle K^{\times }}, der Einheitengruppe von {\displaystyle K} (ohne die 0).
- Die orthogonale Gruppe {\displaystyle \mathrm {O} (n,K)} enthält alle orthogonalen Matrizen.

Für {\displaystyle K=\mathbb {R} } beschreiben diese Matrizen Automorphismen des {\displaystyle \mathbb {R} ^{n}}, die die Euklidische Norm und das Skalarprodukt erhalten, also orthogonale Abbildungen.
- Die unitäre Gruppe {\displaystyle \mathrm {U} (n,\mathbb {C} )} besteht aus allen unitären Matrizen, das heißt solcher Matrizen, deren Adjungierte gleich ihrer Inversen ist. Allgemeiner lässt sich die unitäre Gruppe als Untergruppe der linearen Abbildungen in einem Prähilbertraum definieren, ebenso wie die orthogonale Gruppe als Untergruppe der linearen Abbildungen in einem euklidischen Vektorraum aufgefasst werden kann.
- Die affine Gruppe {\displaystyle \operatorname {AGL} _{n}(K)} ist eine Untergruppe von {\displaystyle \operatorname {GL} (n+1,K)}.

## Über den reellen und komplexen Zahlen
Die allgemeine lineare Gruppe {\displaystyle \operatorname {GL} (n)} über dem Körper {\displaystyle \mathbb {R} } oder {\displaystyle \mathbb {C} } ist eine algebraische Gruppe und damit insbesondere eine Lie-Gruppe über dem Körper und hat die Dimension {\displaystyle n^{2}}.
Beweis:
{\displaystyle \operatorname {GL} (n)} ist eine Untermenge der Mannigfaltigkeit {\displaystyle \operatorname {Mat} _{n}(K)} aller {\displaystyle n\times n}-Matrizen, die ein Vektorraum der Dimension {\displaystyle n^{2}} ist. Die Determinante ist eine polynomiale und damit insbesondere eine stetige Abbildung {\displaystyle \operatorname {Mat} _{n}(K)\ \rightarrow \ K}. {\displaystyle \operatorname {GL} (n)} ist als Urbild der offenen Teilmenge {\displaystyle K^{\times }} von {\displaystyle K} eine offene, nicht leere Teilmenge von {\displaystyle \operatorname {Mat} _{n}(K)} und hat deshalb ebenfalls die Dimension {\displaystyle n^{2}}.
Die Lie-Algebra zu {\displaystyle \operatorname {GL} (n)} ist die allgemeine lineare Lie-Algebra {\displaystyle {\mathfrak {gl}}(n)}. Diese besteht aus allen {\displaystyle n\times n}-Matrizen mit dem Kommutator als Lie-Klammer.
Während {\displaystyle \operatorname {GL} (n,\mathbb {C} )} zusammenhängend ist, hat {\displaystyle \operatorname {GL} (n,\mathbb {R} )} zwei Zusammenhangskomponenten: die Matrizen mit positiver und die mit negativer Determinante. Die Zusammenhangskomponente mit positiver Determinante enthält das Einselement und bildet eine Untergruppe {\displaystyle \operatorname {GL} ^{+}(n,\mathbb {R} )}. Diese Untergruppe ist eine zusammenhängende Lie-Gruppe mit reeller Dimension {\displaystyle n^{2}} und hat dieselbe Lie-Algebra wie {\displaystyle \operatorname {GL} (n,\mathbb {R} )}.

## Über endlichen Körpern
Wenn {\displaystyle K} ein endlicher Körper mit {\displaystyle q} Elementen ist, dann ist {\displaystyle \operatorname {GL} (n,q)} eine endliche Gruppe der Ordnung
{\displaystyle \prod _{i=0}^{n-1}\left(q^{n}-q^{i}\right)=\left(q^{n}-1\right)\cdot \left(q^{n}-q\right)\cdot \left(q^{n}-q^{2}\right)\cdots \left(q^{n}-q^{n-1}\right)}.
Dieser Wert kann beispielsweise durch Abzählen der Möglichkeiten für die Matrixspalten ermittelt werden:
Für die erste Spalte gibt es {\displaystyle q^{n}-1} Belegungsmöglichkeiten (alle außer der Nullspalte), für die zweite Spalte gibt es {\displaystyle q^{n}-q} Möglichkeiten (alle außer den Vielfachen der ersten Spalte), und so weiter.
Anmerkung: Über dem Ring {\displaystyle \mathbb {Z} _{p^{k}}} mit {\displaystyle p^{k}} Elementen, wobei {\displaystyle p} eine Primzahl ist, ist die Gruppe {\displaystyle \operatorname {GL} (n,\mathbb {Z} _{p^{k}})} eine endliche Gruppe der Ordnung
{\displaystyle p^{(k-1)n^{2}}\prod _{i=0}^{n-1}\left(p^{n}-p^{i}\right)}.
Für die allgemeine lineare Gruppe über dem Körper mit 2 Elementen gibt es einige Besonderheiten. Zunächst fallen sie mit den projektiven und speziellen projektiven Gruppen zusammen, das heißt
{\displaystyle \operatorname {GL} (n,2)=\operatorname {PGL} (n,2)=\operatorname {PSL} (n,2)}.
Insbesondere sind diese Gruppen für {\displaystyle n\geq 3} einfach und in kleinen Dimensionen bestehen folgende Isomorphismen:
{\displaystyle \operatorname {GL} (2,2)\cong S_{3}}, das ist die symmetrische Gruppe {\displaystyle \mathrm {S} _{3}} mit 6 Elementen.
{\displaystyle \operatorname {GL} (3,2)\cong \operatorname {PSL} _{2}(7)}, das ist die einfache Gruppe mit 168 Elementen.
{\displaystyle \operatorname {GL} (4,2)\cong A_{8}}, das ist die alternierende Gruppe {\displaystyle \mathrm {A} _{8}} mit 20160 Elementen.

## Projektive lineare Gruppe
Die projektive lineare Gruppe {\displaystyle \operatorname {PGL} (V)} über einem Vektorraum {\displaystyle V} über einem Körper {\displaystyle K} ist die Faktorgruppe {\displaystyle \operatorname {GL} (V)/K^{\times }}, wobei {\displaystyle K^{\times }} die normale (sogar zentrale) Untergruppe der skalaren Vielfachen {\displaystyle k\cdot \mathrm {id} _{V}} der Identität {\displaystyle \mathrm {id} :V\rightarrow V} ist mit {\displaystyle k} aus {\displaystyle K\setminus \{0\}}. Die Bezeichnungen {\displaystyle \mathrm {PGL} (n,K)} usw. entsprechen denen der allgemeinen linearen Gruppe. Wenn {\displaystyle K} ein endlicher Körper ist, sind {\displaystyle \mathrm {PGL} (n,K)} und {\displaystyle \operatorname {SL} (n,K)} gleichmächtig, aber im Allgemeinen nicht isomorph.
Der Name stammt aus der projektiven Geometrie, wo das Analogon zur allgemeinen linearen Gruppe die projektive lineare Gruppe ist, zum {\displaystyle n}-dimensionalen projektiven Raum über {\displaystyle K} gehört dabei die Gruppe {\displaystyle \operatorname {PGL} (n+1,K)}, sie ist die Gruppe aller Projektivitäten des Raumes.
Ein Spezialfall ist die Gruppe der Möbiustransformationen, die {\displaystyle \operatorname {PGL} (2,\mathbb {C} )}.